# THE PEPPERMINT JAM
THE PEPPERMINT JAM（ザ・ペパーミント・ジャム）は、日本のロカビリーバンド。

## メンバー（2010年現在）
- Vo.先田 明央（サキタ アキヒサ） 東京都狛江市出身。1977年8月9日生まれ。
- Wb.林田 利彦（ハヤシダ トシヒコ） 東京都狛江市出身。1977年11月18日生まれ。

## 過去のメンバー
ギター
- 近藤 治之 東京都三鷹市出身。1977年8月27日生まれ。
- 熊沢 1972年4月生まれ。
- 高橋 卓也 東京都狛江市出身。1980年3月7日生まれ。

『夏の想い出』、『河川敷ブルー』、『月と砂漠とアラジンナイト』、『野暮なトラ』、『ジョニーはノスタルジック』、『KEEP ON ROCK！』、『KAIKANディスコナイト』に参加。
ドラム
- 押
- 橋本 淳 東京都狛江市出身。1976年10月23日生まれ。
- 岡田 タカシ
- 井田 マコト
- 木村
- 品川 和幹(シナガワ ワタル) 島根県大田市出身。1977年11月15日生まれ。

『夏の想い出』、『河川敷ブルー』、『月と砂漠とアラジンナイト』、『野暮なトラ』、
『ジョニーはノスタルジック』、『KEEP ON ROCK！』に参加。
サックス
- 仲田

## 経歴
1994年バンド結成。ストレイキャッツ･バットモービル･フレンジーなどから影響を受け、ウッドベースを使用した音楽を始める。バットモービル･フレンジーが来日の際には、オープニングアクトを行う。
1995年ライブハウスでの活動を、原宿RUIDO･下北沢屋根裏･府中フライトを中心に月に2～3回のペースで行う。地元近くであった府中フライトでのライブには、友人や先輩後輩300人近く集めるようになる。ライブ活動を行う中、コンテストにも出場。
テレビ朝日『えびす温泉』(3週勝ち抜き)･Hot Wave Festival決勝大会出場。
1996年、堂島孝平が所属していた事務所から誘われ事務所に入るが、5月にドラム押とサックスの仲田が脱退。
新メンバーに先田と林田の中学時代の1つ上の先輩だった橋本が加入。
バンド自身、初となるCD製作に入り、2作のCDを発売。
また、当時ではインディーズとして異例のレギュラー番組(TVK『16ers』･LF(ニッポン放送『おちゃまぜHot Wave』)を持つ。
2001年3月1stアルバム『THE PEPPERMINT JAM』がLETSROCK/HEAVYSICKレーベルより発売。
2003年9月～10月ロックンロールサーカス(ラフィンノーズ.SA.SOBUT)の一員として、全国ツアーを行う。
2005年6月レコード会社を『VIVID SOUND』へ移籍して心機一転、3rdアルバム『野暮なトラ』発売。
2006年2月～3月再びロックンロールサーカス(ラフィンノーズ.SA.SHAVERZ)にスポット参戦。
プロデューサーにロカビリーバンド、ティアドロップを迎えたアルバムを携えた 『キープオンロック2006』ツアーは、ツアーファイナル新宿LOFTワンマンで終える。 
2007年8月ジャムの為のジャムによる音楽レーベル『ロカキチ君 音楽堂』設立。
第一弾のリリースとして1stアルバム『THE PEPPERMINT JAM』以前の未発表曲を集めた 『1994-2000 未発表音源COMPLETE COLLECTION』 発売。
2008年9月5thアルバム『KAIKAN☆ディスコナイト』発売。

## ディスコグラフィー

### シングル
- 『BLACK PEPPER』 (Amazing) 1997.12.22発売(廃盤)
- 『JET BOYS STOMP』
- 『河川敷ブルー』 (TICK TACK) 2005.4.6発売
- 『月と砂漠とアラジンナイト』 (TICK TACK) 2006.3.15発売(枚数限定盤)
- 『ジョニーはノスタルジック』 (TICK TACK) 2006.4.19発売(枚数限定盤)

### アルバム
- 『MEGATON PUNCH』 (Amazing) 1996.9.14発売(廃盤)
- 『トマホークチョップ』 (Amazing) 1996.12.20発売(廃盤)
- 『GORILLA COMBAT』 (Amazing) 1998.10.17発売(廃盤)
- 『UBANGI HI TRIP DATE』 (自主制作) (廃盤)
- 『THE PEPPERMINT JAM』 (HEAVY SICK LABEL) 2001.3.1発売
- 『LET GO CRAZY』 (LETSROCK Records/HEAVY SICK LABEL) 2002.12.25発売
- 『夏の想い出』 (HEAVY SICK/Letsrock) 2003.9.6発売
- 『野暮なトラ』 (TICK TACK) 2005.6.1発売
- 『KEEP ON ROCK!』 (TICK TACK) 2006.6.21発売
- 『1994-2000 未発表音源COMPLETE COLLECTION』 (ロカキチ君 音楽堂) 2007.8.21発売

### オムニバス
- 『ROCK★A★SPEED』(TICK TACK) 2004.7.30発売
- 『ロッケンロー・サミット』(Would Go Records) 2004.8.8発売
- 『KAMINARI NITE 2005』(スタークロス レコード) 2005.3.10発売

### VIDEO/DVD
- 『JAPAN PUNK ROCK FESTIVAL 2000』 (VI) 2000.9 発売
- 『ロッケンロー・サミット』(Would Go Records) 2004.8.8発売